# Bisporella
Bisporella Sacc. (dwuzarodniczka) – rodzaj grzybów z rodziny Helotiaceae.

## Systematyka i nazewnictwo
Pozycja w klasyfikacji według Index Fungorum: Helotiaceae, Helotiales, Leotiomycetidae, Leotiomycetes, Pezizomycotina, Ascomycota, Fungi.
Takson utworzył Pier Andrea Saccardo w 1884 r. Synonimy nazwy naukowej: Bispora Fuckel, Calycella Quél.
Nazwa polska według A. Chmiel.
Gatunki występujące w Polsce:
- Bisporella subpallida (Rehm) Dennis 1978

Gatunki Bisporella citrina i Bisporella claroflava zostały przeniesione do rodzaju Calycina, Bisporella pallescens do rodzaju Bispora.
Nazwy naukowe na podstawie Index Fungorum. Wykaz gatunków i nazwy polskie według M.A. Chmiel.